# Václav Jiřikovský
Václav Jiřikovský, de nom real Václav František Herein (Libeň, 8 de maig de 1891 - Auschwitz, 9 de maig de 1942), va ser un actor, director, dramaturg, director de teatre i empresari txec.

## Joventut, família
Va estudiar al gimnàs de Praga. Va ser portat al teatre pel seu oncle, actor i director Antonín Jiřikovský (1860 – 1930), que va ser membre del Teatre de Vinohrady entre 1907 i 1916. Com a gratitud al seu oncle, Václav Herein més tard va prendre el nom de Jiřikovský.
L'esposa de Václav Jiřikovská era l'actriu Růžena Jiřikovská, n. Lacinová, filla del director de teatre i empresari de Brno František Lacina.

## Inicis teatrals
A partir de 1906 va passar per diverses companyies de teatre com a actor, va treballar com a director en la companyia de Marie Procházková-Malé. El 1914 va anar a Brno amb el director Lacin (actor 1914-1916, director de teatre des de 1915) i breument (1917-1918) es va convertir en director del Teatre Nacional Txec de Brno, entre 1918-1919 el va dirigir com a empresari independent L'any 1919, Václav Štech el va substituir en la direcció del teatre. Jiřikovský va anar a Moravská Ostrava, on va participar en la fundació del Teatre Nacional de Moravia-Silesia i es va convertir en el seu primer director. Aquí va muntar un conjunt, que inclou drama, òpera i opereta, a més de la direcció, el treball dramatúrgic i organitzatiu, també va ser actiu com a director. Va treballar al teatre fins al 1923, quan va ser substituït per František Uhlíř. A la dècada de 1920 va dirigir ocasionalment, entre d'altres, al Teatre Vinohrady de Praga. El 1925, va substituir Milan Svobod com a director de teatre al Teatre Nacional Eslovac de Bratislava, i va ser el director de l'SND el 1926-1929.

## Segon compromís a Brno
Va tornar a Brno el 1930, quan el Teatre Nacional de Brno va ser transferit sota l'administració del Comitè Regional de Moravia-Silesia i va canviar el nom de Teatre Regional de Brno. El març de 1931, Jiřikovský es va convertir en el director del teatre després d'Ot Zítek, mentre que durant diversos anys també va ocupar el càrrec de cap de dramatúrgia Durant el seu mandat, sovint es representaven obres de teatre d'autors iugoslaus, polonesos i russos al repertori (per exemple, Škvarkin: Strange Child, Bulgakov⁣: Mrs. Zoe's Apartment, Kataev⁣: Defraudanti, Afinogenov⁣: Fear) i obres originals de Moràvia. La temporada 1935/1936, va confiar al director en cap Rudolf Walter el càrrec de director d'òpera i va nomenar Aleš Podhorský el el seu lloc, que va ser substituït per Jan Škoda el febrer de 1937. A més dels directors locals, treballaven al teatre Josef Skřivan i el novell Karel Jernek, així com directors convidats, com ara Jaroslav Kvapil, Josef Bezdíček i K. M. Wallo. El 1933, per recomanació de Jaroslav Kvapil, va acceptar l'actriu Vlasta Fabianová, que hi va treballar fins al 1941. František Klika, Jarmila Kurandová, Jarmila Urbánková, Zdeňka Gräfová, Karel Höger i Vladimír Leraus també van participar en el conjunt. També va prestar atenció a la reconstrucció de l'edifici del teatre Na hradbách (actual teatre Mahen), que es va dur a terme el 1937.

## El període de la Segona Guerra Mundial
Després de la marxa de Jan Škoda del càrrec de director del teatre d'Ostrava, Jiřikovský va tornar a assumir el paper de director de teatre el febrer de 1940,. Des de l'inici de l'ocupació, Jiříkovský va ser atacat a la premsa per feixistes alemanys i txecs de Brno, que van intentar eliminar-lo. El 3 de novembre de 1941, després de la fi de l'estat d'excepció de sis setmanes declarat per R. Heydrich, va ser detingut per la Gestapo. Un mes abans, l'actor i director del mateix teatre, Josef Skřivan, i dos principals representants de l'òpera ja van ser detinguts. El funcionament del teatre va ser marcat com políticament especialment perillós, i el teatre va ser tancat el 12 de novembre de 1941. Tant Skřivan com Jiřikovský van ser executats a Auschwitz el 1942.
Václav Jiřikovský és enterrat al cementiri central de la ciutat de Brno, el 25 de setembre de 1946, un dels carrers del districte de Brno de Brno-střed (territori cadastral de Stránice) va rebre el seu nom.

## Direcció teatral, selecció
- 1919 J. Mahen⁣: Alley of Courage, NDMS Ostrava
- 1920 W. Shakespeare⁣: Romeu i Julieta, NDMS Ostrava
- 1921 K. Čapek: R. UR , NDMS Ostrava
- 1922 Molière⁣: Tartuffe, Teatre a Vinohrady (j. h.)
- 1922 H. Ibsen⁣: The Wild Duck, NDMS Ostrava (codirector amb Antonín Rýdl )
- 1923 J. A. Tul⁣: Dona tossuda, NDMS Ostrava
- 1935 PO Hviezdoslav⁣: Herodes i Herodies, Teatre Nacional Eslovac
- 1936 G. Zapolska⁣: Morality of Mrs. Dulská, Teatre Regional de Brno
- 1938 A. Dvořák, J. Kvapil⁣: Rusalka, Teatre Regional de Brno
- 1940 Alfred de Musset⁣: Per jugar amb el cor, Zemské divadlo a Brno

## Filmografia
- 1941 Jan Cimbura, dirigit per František Čáp